# Bryum limbifolium
Bryum limbifolium là một loài rêu trong họ Bryaceae. Loài này được Broth. & Watts mô tả khoa học đầu tiên năm 1915.